# Stemona involuta
Stemona involuta är en enhjärtbladig växtart som beskrevs av Inthachub. Stemona involuta ingår i släktet Stemona och familjen Stemonaceae. Inga underarter finns listade.